# جی.جی. مورفی
جی. جی. مورفی (انگلیسی: J. J. Murphy؛ ۷ مه ۱۹۲۸ – ۸ اوت ۲۰۱۴) بازیگر اهل بریتانیا بود. وی بین سال‌های ۱۹۴۸ تا ۲۰۱۴ میلادی فعالیت می‌کرد.
از فیلم‌ها یا برنامه‌های تلویزیونی که وی در آن نقش داشته‌است، می‌توان به سرای سپید و سیاه، خاکسترهای آنجلا، کال و ناگفته‌های دراکولا اشاره کرد.